# تمام شهر حرفش را می‌زنند
تمام شهر حرفش را می‌زنند (انگلیسی: The Whole Town's Talking) فیلمی در ژانر کمدی به کارگردانی جان فورد محصول سال ۱۹۳۵ کشور ایالات متحده آمریکا است.

## بازیگران
- ادوارد جی. رابینسون
- جین آرتور
- آرتور هول
- جیمز دانلان
- آرتور بایرون
- والاس فورد
- اتین ژیراردو
- دونالد میک
- ادوارد بروفی
- پل هاروی
- چارلز اِی. باکمن
- هری دانکینسون
- جی ایتن
- گوردون دی مین
- امت ووگان
- پت هارتیگان
- فرانک شریدان
- لوسیل بال (نقش کوتاه) (غیررسمی)
- باد فاین
- چارلز سالیوان
- دیک راش
- بلو واشینگتن
- بروکس بندیکت